# Лосский, Николай Онуфриевич
Никола́й Ону́фриевич Ло́сский (24 ноября [6 декабря] 1870, Витебская губерния, Российская империя — 24 января 1965, Париж, Франция) — русский мыслитель, представитель русской религиозной философии, один из основателей направления интуитивизма в философии.

## Биография
Родился в местечке Креславка (Динабургский уезд Витебской губернии) (ныне в Латвии) 24 ноября (6 декабря) 1870 года. Отец — белорус, Онуфрий Лосский, был православным, мать-полька, Аделаида Пржиленцкая, — католичкой. В 1872 году Онуфрий Лосский, ранее работавший лесничим, получает должность станового пристава и вместе с семьёй переезжает в Дагду.
С 1881 года Николай Лосский учился в Витебской классической гимназии, которую не окончил, поскольку был исключён в 1887 году за пропаганду атеизма и социалистического учения. Выехал в Швейцарию, где посещал лекции на философском факультете Бернского университета (1888—1889). Материальные трудности вынудили Лосского на некоторое время переехать в Алжир, где он поступил во Французский иностранный легион.

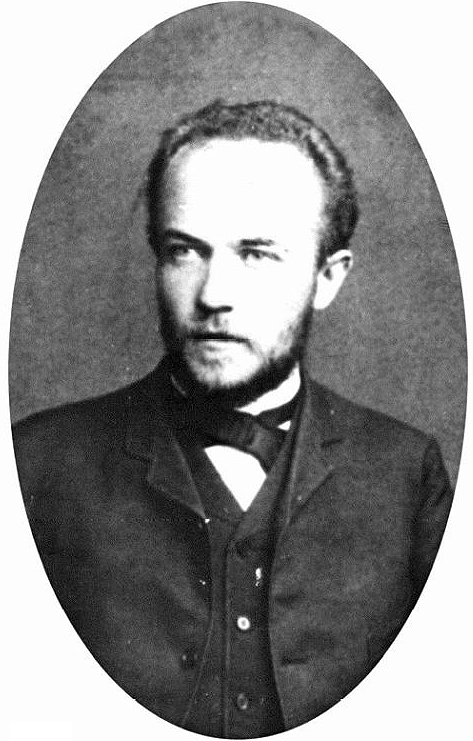
Н. Лосский (до 1917 г.)

Летом 1889 года он вернулся в Россию, где посещал курсы счетоводства Ф. В. Езерского а с 1890 года — 8-й выпускной класс в гимназии при Петербургском историко-филологическом институте. Затем учился в Санкт-Петербургском университете: в 1895 году окончил с дипломом 1-й степени естественное отделение физико-математического факультета; с 1894 года начал посещать лекции и на историко-филологическом факультете, который также окончил с дипломом 1-й степени — в 1898 году. Был оставлен при университете для подготовки к профессорскому званию по кафедре философии. Одновременно, в 1895—1899 годах он был преподавателем женского училища принца Ольденбургского.

В первом ряду: слева Н. О. Лосский,
справа А. С. Ломшаков. Чехословакия, 1920-е гг.

Еще студентом в 1894 году Лосский организовал философский кружок, который собирался на квартире Владимира и Марии Стоюниных, известных петербургских педагогов.
С 1898 года Лосский преподавал в гимназии М. Н. Стоюниной. С 1900 года. — приват-доцент, с 1916 года — экстраординарный профессор Санкт-Петербургского университета. 
В 1902 году женился на Людмиле Владимировне Стоюниной (1875—1943), дочери В. Я. Стоюнина и М. Н. Стоюниной. У Лосских родилось четверо детей, первенец Владимир стал знаменитым богословом.
В 1903 году получил степень магистра философии за диссертацию «Основные учения психологии с точки зрения волюнтаризма»; степень доктора философии — в 1907 году за диссертацию «Обоснование интуитивизма». С 1907 года читал лекции на Бестужевских курсах. Также преподавал в Женском педагогическом институте, гимназии Л. С. Таганцевой, Психоневрологическом институте (1912), 5-й петербургской гимназии, на историко-литературных курсах (1915) и на Высших курсах при биологической лаборатории П. Ф. Лесгафта (1915—1916).
Участник, затем член правления Религиозно-философского общества.
После революции 1905 года вступил в партию кадетов. После революции 1917 года некоторое время работал в кадетских организациях, летом 1917 года выпустил брошюру «Чего хочет партия народной свободы», но вскоре прекратил партийную деятельность.
После Октябрьской революции 1917 года был лишён кафедры за христианское мировоззрение и в 1922 году выслан из России в числе большой группы интеллигенции, не принявшей марксистскую идеологию.
До 1942 года по приглашению Масарика жил в Праге; был профессором в Русском народном университете. С 1942 года был профессором философии в Братиславе, в Словакии. С 1945 года читал лекции по философии в Свято-Сергиевском богословском институте в Париже. С 1947 года после переезда в США (в 1946 году он выехал к своему младшему сыну Андрею) преподавал в г. Йонкерс, штат Нью-Йорк, — в Свято-Владимирской духовной академии; профессор в 1950—1953 годах.
Последние годы жил в Париже, где и скончался 24 января 1965 года. Похоронен на кладбище Сент-Женевьев-де-Буа; на его могиле надпись: «Лосский Николай Онуфриевич, профессор, 6.12.1870—24.01.1965».

## Философия

### Интуитивизм
Интуитивизм Лосского является теорией, разрабатывающей философские проблемы, связанные с христианским истолкованием мира. Начиная с гносеологических аспектов, Лосский занимается и другими основными разделами философии.

### Гносеология
Гносеология Лосского строится на основе положения о том, что познанный объект, даже являясь частью внешнего мира, включается сознанием познающего субъекта непосредственно в личность, и поэтому существование объекта не ставится в связь с актом познания. Такое учение получило в истории философии название интуитивизма. Лосский выделяет три вида интуиции — чувственную, интеллектуальную и мистическую. Чтобы объяснить возможность такого интуитивного познания, Лосский рассматривает и разрабатывает многие положения онтологии.

### Онтология
В онтологии Лосского одним из главных является положение о том, что мир является неким органическим целым. Данное заключение философа основано на том, что он видел все объекты, части мира в функциональной зависимости друг от друга, причём эта связь носит субъект-предикатный характер. Вообще, онтология Лосского во многом основывается именно на его логическом учении. Кроме того, связи между объектами мира носят также синтетический характер, то есть одно явление вытекает из другого, и данный процесс выстраивается в бесконечные цепочки оснований и их следствий. Таким образом, Лосский полагал, что принципы логики и метафизики одинаковы в своём основании.Интуиция, как непосредственное созерцание других сущностей является в этом мире возможной, так как и человек есть сверхвременное и сверхпространственное бытие, тесно связанное с целым миром. Сам же мир является творением Мирового Духа или Бога, так как, будучи совокупностью индивидуальных субъектов, самостоятельных единиц, он необходимо должен быть объединяем неким высшим началом.

### Этика
Выстраивая свою этическую концепцию, Лосский первоначально подверг критике как радикальный индивидуализм, так как он в конечном счёте приводит к умалению ценности отдельной личности, ведь в мире, где каждый индивид ставит свои интересы превыше остальных ситуация уважения к личности другого становится невозможной, так и полный универсализм, приводящий, пусть и иным путём, но к тем же последствиям. Он разработал концепцию «идеал реализма», согласно которой этика должна существовать не только как учение об абстрактных отвлечённых категориях, но имеет и конкретные «реалистические» применимые идеалы.
По Лосскому, каждый отдельный человек имеет свою индивидуальность, является уникальным деятелем, который творит свою индивидуальность, которая возникает на основе его личного опыта деятельности, переживаний. Однако вместе с тем люди между собой имеют и некие объединяющие компоненты, так как над ними в иерархии таких «деятелей» стоит высший, божественный субъект. Для этической концепции Лосского важно это сочетание индивидуальности и объединяющей со всем остальным миром божественности, заложенное в каждого человека.
Говоря о свободе и ответственности, Лосский подверг критике как детерминистский подход, так и обратный ему. В негативной же концепции свободы, то есть «свободы от», философ видел недостатки по причине неучёта ею неких базовых идеалов. В рамках собственной концепции Лосский признавал, что множество событий в мире происходят непосредственно вследствие выражения действующими субъектами своей воли, которые необходимо влекут за собой определённые последствия. Поэтому для философа ответственность за те или иные бедствия лежит именно на действующих субъектах, которые свободны в своём нравственном выборе.
В своих работах Лосский критиковал этическую концепцию И. Канта. По его мнению, не все поступки человека можно просчитать согласно категорическому императиву, ведь далеко не всегда воля, посредством которой индивид избирает моральный или обратный ему образ действий, способствует приобретению человеком тех или иных моральных ценностей. Истинная моральная ответственность перед другими людьми проистекает не из морального долга перед ними, а из божественной природы каждого. Несмотря на то, что каждым может овладеть зло, он сохраняет в себе частицу Мирового Духа, то есть нужно в этом случае не «ставить крест» на самом человеке как не сделавшем единожды правильный выбор, но бороться именно со злом внутри него. Таким образом, по Лосскому, моральные действия субъектов должны проистекать не из чувства долга, возникающего благодаря категорическому императиву, но из более глобального чувства любви к ближнему, которое в том числе предполагает возможность прощения его при раскаянии.

### Логика
Описывая условные и категорические умозаключения, Лосский критиковал традиционное представление о выведении следствия из его основания как единственно верного пути умозаключения. Впротивовес этому философ утверждал, что в некоторых случаях возможно построение истинного заключения по пути от следствия к основанию. Такая позиция видилась ему возможной благодаря его концепции имманентности бытия. Особенно он выделял такой способ построения суждений в области ряда наук, таких как история, где целостное суждение возможно именно благодаря изначальному знанию следствий.
Кроме того, Лосский подвергал критике принцип множественности оснований, делая это в рамках своей концепции возможности построения умозаключения от следствия к основанию. Он утверждал, что у одного следствия может быть только одно основание. Анализируя структуру умозаключения, философ пришёл к выводу, что следствие исходит не из основания как некой точно определённой причины. В суждении его первая часть, из которой выводится следствие, является скорее предметом, в котором лишь содержится основание того или иного следствия наряду с побочными характеристиками.

### Тема предсуществования души
В работе «Учение о перевоплощении» он писал:
Теория предсуществования души и перевоплощения, развитая Лейбницем и усвоенная мною … никогда не подвергалась осуждению Церкви. … На церковных молитвах, напр. на содержании панихиды, учение о перевоплощении никак не должно отразиться. В панихиде всё внимание сосредоточено на конечной цели жизни человека, на вступлении его в Царство Божие, где нет «ни болезни, ни печали, ни воздыхания, но жизнь бесконечная». Но в индивидуальной молитве об усопших сторонник учения о перевоплощении может, конечно, обращаться к Богу с просьбой о благословении умершего на новых путях его жизни, о ниспослании ему даров Духа Святого и т. п…

## Главные труды

### Сочинения
- «Основные учения психологии с точки зрения волюнтаризма» (1903; 2-е изд. — 1911). — PDF
- Идея бессмертия души как проблема теории знания. Вопросы философии и психологии. — М., 1910. — С. 488—503.
- «Обоснование интуитивизма» (1906; 2-е изд. — 1908),
- «Нравственная личность Толстого»
- «Введение в философию». Часть I. «Введение в теорию знания» (1911; 2-е изд. — 1918). — PDF
- «Мир как органическое целое» (1917),
- «Основные вопросы гносеологии» (1919),
- Материя и жизнь. Берлин: Обелиск, 1923. — 125 с.
- «Логика»: в 2-х книгах. Часть 1. «Суждение. Понятие». Часть 2. «Доказательство. Умозаключение». — Петроград, 1922; 2-е изд. (исправленное и дополненное) — Берлин, 1923.
- Н. Бердяев. О назначении человека (рецензия). // Путь. — 1925. — № 1. — С. 90—91.
- Вл. Соловьёв и его преемники в русской религиозной философии. // Путь. — 1926. — № 2. — С. 13—25.
- Преподобный Сергий Радонежский и Серафим Саровский (по поводу книги Б. Зайцева и Вл. Ильина). // Путь. — 1926. — № 2. — С. 153—156.
- Преемники Вл. Соловьёва. // Путь. — 1926. — № 3. — С. 14—28.
- Свобода воли. — Париж: YMCA-Press, 1927.
- Техническая культура и христианский идеал. // Путь. — 1928. — № 9. — С. 3—13.
- Fr. W. Foerster. Religion und Characterbilding (рецензия). // Путь. — 1928. — № 9. — С. 95—96.
- «Мифическое» и современное научное мышление. // Путь. — 1928. — № 14. — С. 31—55.
- «Ценность и существование» (1931, 1935, в современном российском издании «Ценность и Бытие»),
- «Бог и царствие Божие как основа ценностей» (1931),
- «Типы мировоззрений» (1931),
- О воскресении во плоти // Путь. — 1931. — № 26. — С. 61—85.
- Б. Вышеславцев. Сердце в христианской и индийской мистике. (Рецензия) // Путь. — 1931. — № 28. — С. 106—107
- Свобода и хозяйственная демократия. // Новый град. — 1932. — № 3. — С. 54—59.
- Б. Вышеславцев. Этика преображенного эроса. (Рецензия) // Новый град. — 1932. — № 3. — С. 89—91.
- Магия и христианский культ. // Путь. — 1932. — № 36. — С. 3—16.
- Видения святых и мистиков. // Путь. — 1934. — № 43. — С. 17—34.
- Диалектический материализм в СССР. — Paris: Ymca-Press. 1934
- Индустриализм, коммунизм и утрата личности. // Новый град. — 1936. — № 11. — С. 99—110.
- Открытое письмо Н. А. Бердяеву. // Путь. — 1936. — № 50. — С. 27—32.
- О творении мира Богом. // Путь. — 1937. — № 51. — С. 3—22.
- B. Iasinowski: Wschodnie Chxzestijanstwo à Rosja. // Путь. — 1937. — № 51. — С. 68—74.
- Трансцендентально-феноменологический идеализм Гуссерля. // Путь. — 1939. — № 60. — С. 37—56.
- Экономический строй и интеллектуализация общества. // Новый град. — 1939. — № 14. — С. 69—78.
- Лев Шестов как философ. // Русские записки. — 1939. — № 15. — С. 131—146.
- «Чувственная, интеллектуальная и мистическая интуиция» (1938);
- «Интеллектуальная интуиция и идеальное бытие, творческая активность»,
- «Эволюция и идеальное бытие»,
- «Мистическая интуиция»,
- Бог и мировое зло. Основы Теодицеи. Прага: издательство «За Церковь», 1941, 92 стр.
- «Условия абсолютного добра» (1944),
- Пространство, время и теории Эйнштейна (1952)[10]
- Достоевский и его христианское мировоззрение. — Нью-Йорк, 1953. — 406 c.
- История русской философии
- «Общедоступное введение в философию». (Франкфурт-на-М., 1956),
- «Характер русского народа». (Франкфурт-на-М., 1957),
- Учение о перевоплощении. — М., 1992),
- «Мир как осуществление красоты». Основы эстетики. — М., 1998.
- Коммунизм и философское мировоззрение. — Берлин, 1923.

### Переводы
К числу важнейших творческих свершений Лосского относится выполненный им русский перевод «Критики чистого разума» Канта (третий по счёту). Изданный впервые в 1907 году, он стал основой всех последующих русских изданий этого сочинения немецкого философа.